# مارك لوريتا
مارك لوريتا (بالإنجليزية: Mark Loretta) هو لاعب كرة قاعدة أمريكي، ولد في 14 أغسطس 1971 في سانتا مونيكا في الولايات المتحدة.

## وصلات خارجية
- مارك لوريتا على موقع دوري كرة القاعدة الرئيسي (الإنجليزية)
- مارك لوريتا على موقعبيزبول رفرنس.كوم (الدوري الرئيسي) (الإنجليزية)
- مارك لوريتا على موقعبيزبول رفرنس.كوم (الدوري الثانوي) (الإنجليزية)
- مارك لوريتا على موقع إي إس بي إن.كوم (أم.أل.بي) (الإنجليزية)
- مارك لوريتا على موقع مشجعي الرسوم البيانية (الإنجليزية)